# The Portal Tapes
| Recensione   | Giudizio |
| ------------ | -------- |
| Sputnikmusic | 4.0      |

The Portal Tapes è la prima raccolta del gruppo musicale statunitense Cynic, pubblicata il 23 marzo 2012 dalla Season of Mist.

## Descrizione
Si tratta di una raccolta di registrazioni realizzate dal gruppo tra il 1994 e il 1995, poco tempo dopo l'uscita dell'album di debutto Focus, sotto il nome di Portal. Riguardo a queste registrazioni il frontman Paul Masvidal ha dichiarato:

## Tracce
Testi di Paul Masvidal, musiche dei Portal.
1. Endless Endeavors – 3:55
2. Karma's Plight – 5:20
3. Circle – 5:10
4. Costumed in Grace – 4:24
5. Cosmos – 4:20
6. Crawl Above – 3:57
7. Mirror Child – 5:03
8. Road to You – 4:24
9. Belong – 4:19
10. Not the Same – 4:29

## Formazione
Gruppo
- Aruna Abrams – voce, tastiera
- Paul Masvidal – chitarra, voce
- Jason Gobel – chitarra
- Chris Kringel – basso
- Sean Reinert – batteria

Produzione
- Eric Koondel – mastering